# Hemilea malaisei
Hemilea malaisei är en tvåvingeart som beskrevs av Erich Martin Hering 1938. Hemilea malaisei ingår i släktet Hemilea och familjen borrflugor.
Artens utbredningsområde är Myanmar. Inga underarter finns listade i Catalogue of Life.